# Донино
Дòнино е село в Северна България, община Габрово, област Габрово.

## География
Село Донино се намира на около 6 km североизточно от областния център Габрово. Разположено е в югоизточните подножия на платото Стражата. Климатът е умерено – континентален, отличаващ се със студена зима и сравнително топло лято. Релефът е раздвижен, с надморски височини между около 490 – 500 m и 560 m, средно около 535 m.
Селото има кръстопътно положение – през южната му част минават 4 пътя от републиканската пътна мрежа:
- първокласният републикански път I-5 (Русе – Велико Търново – Дряново – Габрово – Казанлък – ГКПП Маказа - Нимфея), частично съвпадащ с Европейски път Е85;
- третокласният републикански път III-5002, водещ от Донино през селата на север – Велковци, Скалско и Славейково, до село Гостилица и връзка с третокласния републикански път III-609;
- третокласният републикански път III-5522, водещ от Донино през селата на юг – Копчелиите, Иванковци и Орловци, до южния квартал „Беленци“ на Габрово и
- третокласният републикански път III-5524, водещ от Донино през селата на югоизток – Болтата, Черневци и Трапесковци, до село Боженците.

Общински път води от Донино на северозапад към село Ангелов.

## История
Село Донино е създадено през 1951 г. при сливането на колиби Дядо Страти и Миневци, намирали се в тогавашните община Лесичарка, Габровска околия, Търновски окръг. Селото е наречено Донино на името на загиналата ятачка антифашистка Донка Христова Костова, родена в колиби Дядо Страти.
До 1900 г. селището колиби Дядо Страти (Дядо Истрати) влиза в община Раховци и наброява 21 жители, към 1910 – 44 жители, а към 1920 – 32 жители. През 1926 г., вече към община Лесичарка, наброява 19 къщи с 53 жители, а през 1934 – 63 жители.
Местността, на която се е зародило бъдещото селище Дядо Страти, в миналото се е наричала „Кръстопътя“. Тук се пресичали два пътя: първият от Жълтеш, Орловци, Иванковци, Копчелии, Дядо Страти, Велковци, Скалско към Гостилица, а вторият – от Търново (Велико Търново), Дебелец, Дряново, Царева ливада, Върпищата, Дядо Страти и Брънеците към Габрово. През този район е минавал и старият римски път за Верея, между Иглика (Чомаци) и Костенковци, около Дядо Страти, под Трапесковци, Боженци, билото на Сечен камък към Бедек и оттам на юг през Балкана.
„Кръстопътя“ е бил подходящо място за създаването на хан или странноприемница. Още преди Освобождението дядо Страти от Габрово си направил малка барака там. Той бил обущар и ковач. В нея поправял и продавал изработени от него обуща, цървули, подковавал конете. Първоначално идвал всекидневно, но по-късно се заселил за постоянно. Вторият заселник бил Иван Стойнов от Копчелиите. Преселил се около 1877 г. Той също бил обущар, но направил и хан, кръчма, обущарница. По-късно се появили още пришълци от околните махали и колиби – Копчелии, Миневци, Раховци и по-далечните Мусина Ново село (Троянско).
За началното училище „Христо Ботев“ в село Донино (в „Миневци“ – северната част на Донино) се съхраняват в Държавния архив – Габрово, документи за периода от 1925 г. – когато училището вероятно е създадено, до 1971 г. – когато вероятно е закрито.
В Държавния архив – Габрово се съхраняват документи на/за фондообразувателя „Животновъдно-растениевъдна бригада (ЖРБ) – с. Донино, Габровско“ от периода 1965 – 1995 г. В списъка на фондове от масив „C“ на архива са посочени – във връзка с промените в наименованието на фондообразувателя и съответните периоди, следните форми, през които стопанската единица преминава:
- Държавно земеделско стопанство (ДЗС) – с. Донино, Габровско (1965 – 1978);
- Клоново стопанство – с. Донино, Габровско (1978 – 1983); след 1971 г. стопанството известно време е в състава на АПК „Столетов“ – Габрово;
- Животновъдно-растениевъдна бригада (ЖРБ) – с. Донино, Габровско (1984 – 1989);
- Трудово кооперативно земеделско стопанство (ТКЗС) „Дружба“ – с. Донино, Габровско (1989 – 1992) и последно
- ТКЗС „Дружба“ в ликвидация – с. Донино, Габровско (1992 – 1995).

## Население
Населението на село Донино наброява 170 души (общо) към 1934 г., след минимум в числеността от 99 души към 1965 г. и възходящи и низходящи промени в нея през следващите години, към 2019 г. наброява (по текущата демографска статистика за населението) 138 души.
При преброяването на населението към 1 февруари 2011 г., от обща численост 139 лица, за 113 лица е посочена принадлежност към „българска“ етническа група, за 18 – към „турска“, за 6 – към ромска и за 2 – не е даден отговор.

## Обществени институции
Село Донино към 2020 г. е център на кметство Донино. Населените места в кметството са селата: Донино; Спасовци; Иванковци; Копчелиите; Орловци; Балиновци; Ангелов; Овощарци и Брънеците.
В село Донино към 2020 г. има:
- действащо читалище „Христо Ботев – 1929“;[12][13]
- пощенска станция.[14]